# Victoriella
Victoriella es un género de foraminífero bentónico de la subfamilia Victoriellinae, de la familia Victoriellidae, de la superfamilia Planorbulinoidea, del suborden Rotaliina y del orden Rotaliida. Su especie tipo es Carpenteria proteiformis var. plecte. Su rango cronoestratigráfico abarca desde el Bartoniense (Eoceno medio) hasta el Oligoceno medio.

## Clasificación
Victoriella incluye a las siguientes especies:
- Victoriella aquitanica †
- Victoriella conoidea †
- Victoriella plecte †
- Victoriella proteiformis †
- Victoriella zaika †